# فلورانس فينش كيلي
فلورانس فينش كيلي (بالإنجليزية: Florence Finch Kelly)‏ (27 مارس 1858 - 17 ديسمبر 1939)؛ صحفية وروائية أمريكية. درست في جامعة كانساس.